# Kryštof Hádek

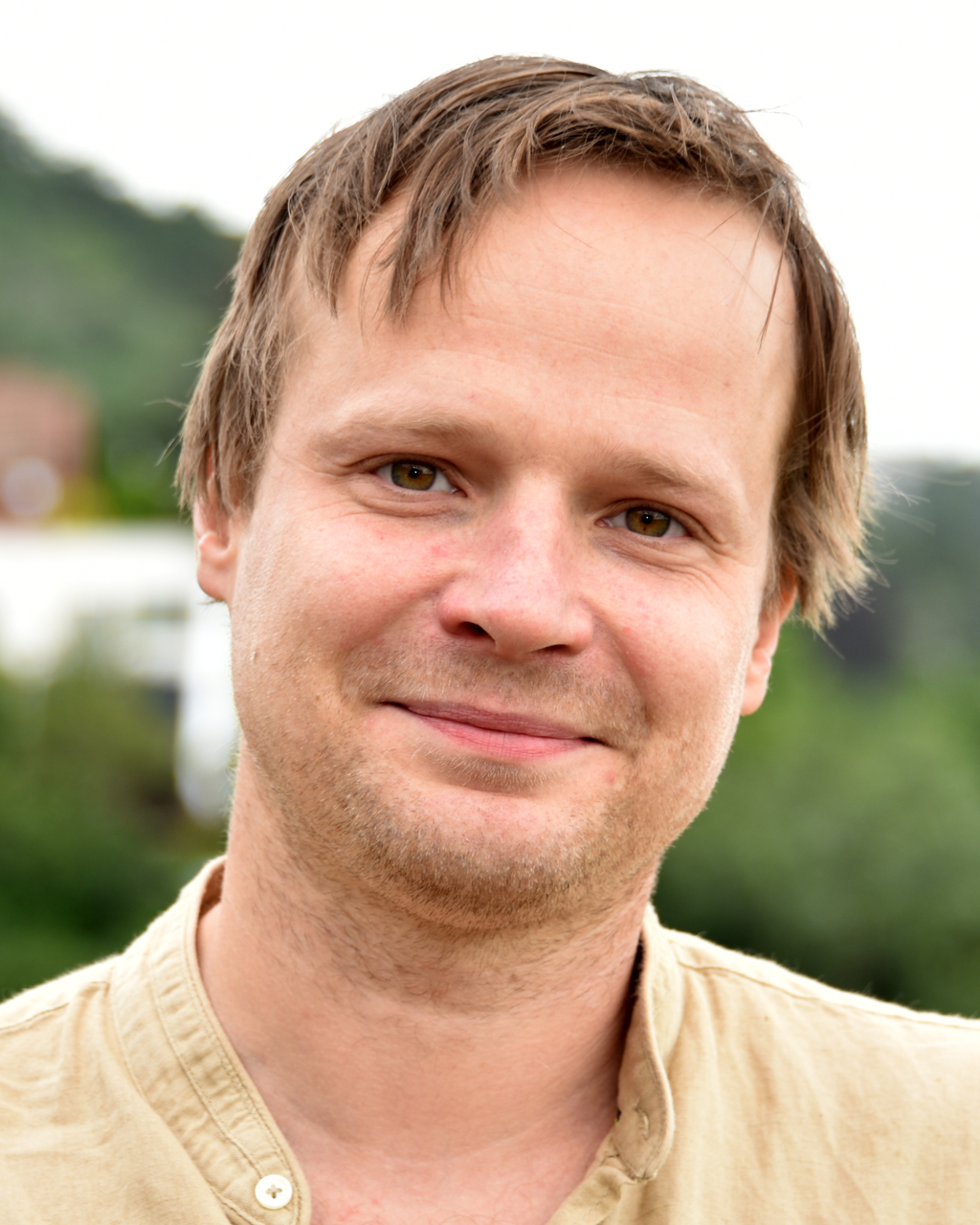
Kryštof Hádek, 2020

Kryštof Hádek (* 10. März 1982 in Prag, Tschechoslowakei) ist ein tschechischer Schauspieler.

## Leben
Kryštof Hádek wurde als jüngster von drei Söhnen der tschechischen Journalistin und Dokumentarfilmerin Jana Hádková geboren. Während  Ondřej (* 1974) sich für ein Medizinstudium entschied, hatte Matěj Hádek (* 1975) durch seine Wahl des Schauspielstudiums schon früh Einfluss auf Kryštofs Entscheidung selbst Schauspieler zu werden. Nachdem ihn seine Mutter bereits beim Dismanův rozhlasový dětský soubor, einem tschechischen Kinderradiotheater untergebracht hatte, beschloss er Schauspiel zu studieren. So studierte er vier Jahre am Prager Konservatorium Schauspiel und wurde wegen zu häufiger Fehlzeiten, die sich durch seine häufigen Schauspielengagements ergaben, kurz vor dem Examen exmatrikuliert, sodass er von 2003 bis 2004 anderthalb weitere Jahre an der London Academy of Music and Dramatic Art studierte.
Bereits während seiner Studienzeit spielte er eine Rolle im internationalen Kriegsdrama Dark Blue World und wurde als Bester Nebendarsteller für den tschechischen Filmpreis Böhmischer Löwe nominiert. Eine Auszeichnung als Bester Hauptdarsteller erhielt er im Jahr 2010 für seine Darstellung des Ivan Heinz in 3 Seasons in Hell.
Neben Fernsehproduktionen war er schließlich auch international tätig, so arbeitete er in London, Dublin, Spanien und Schweden. So drehte er zuletzt drei Tage lang in Schweden für seine Nebenrolle im Drama Das Mädchen. Laut eigener Aussage vermeidet Hádek immer wieder langfristige Engagements, um solche Angebote und Erfahrungen anzunehmen.
Hádek ist mit der tschechischen Schauspielerin Berenika Kohoutová liiert, die er bei der gemeinsamen Musicalarbeit von Hello, Dolly! kennenlernte.

## Filmografie (Auswahl)
- 2000: Ze života pubescentky
- 2001: Dark Blue World (Tmavomodrý svět)
- 2001: Ex-pozice
- 2002: Příbeh podzimní noci
- 2002: Výlet
- 2006: Experti
- 2007: Bestiář
- 2007: Cosmos
- 2008: Bobule
- 2009: Das Mädchen (Flickan)
- 2009: 3 Seasons in Hell (3 sezóny v pekle)
- 2011: 4teens (Fernsehserie, 1 Episode)
- 2013: Under the Skin
- 2015: Der Kronprinz (Korunní princ)
- 2016: Deckname Holec
- 2017: Gequälte Seelen (Zádusní obet)
- 2018: Hurricane – Die Luftschlacht um England (Hurricane)
- 2020: Als ein Stern vom Himmel fiel (O vánoční hvězdě)

## Auszeichnungen
Böhmischer Löwe
- 2002: Bester Nebendarsteller – Dark Blue World (nominiert)
- 2010: Bester Hauptdarsteller – 3 Seasons in Hell
- 2024: Bester Hauptdarsteller – Volha